# 키드캅
키트캅은 대한민국의 영화이다.

## 줄거리
준호(이재석)는 자기가 좋아하는 은수(김민정)의 생일날 줄 선물을 준비하지만 형태에게 선수를 뺏기자 은수가 좋아하는 가수 사인회가 열린다는 백화점으로 간다. 백화점은 이미 폐장시간이 가까워져 사인회를 끝내는 가수 때문에 아쉬워하는 은수를 위해 대신 사인을 받으려는 형태 일당은 스케이트 보드를 타고 백화점을 누비고 다니고, 준호, 은수, 형태 일당은 가수를 만나보려고 주차장에 갔다가 경비에게 붙잡힌다. 이 와중에 미리 출구 경보장치를 고장내고 도둑들이 백화점 내부 가정을 훤히 알고 있는 듯 경비들을 가볍게 처치하고 중앙조정실과 통신실을 장악한다.
한편 경비실에서 혼나고 있던 아이들은 경비가 방을 비운 사이 도망치다가 경비원을 해치우는 도둑들의 모습을 보게 된다. 경찰에 신고하려 하지만 전화 회선이 끊겨 여의치 않자 빠져 나갈 출구를 찾는 과정에서 은수를 좋아하는 형태와 준호는 감정 대립을 하게 된다. 결국 준호와 아이들은 금고실을 털려는 도둑들을 발견하고 자신들의 힘으로 도둑들을 퇴치하기로 결심한다.

## 뒷이야기
- 당시 인기있던 가수 잼이 우정출연을 했다.
- 촬영장소는 건영옴니 백화점이다.

## 출연진
- 이재석 - 준호
- 김민정 - 은수
- 고규필 - 상훈
- 정태우 - 승우
- 장영철 - 형태
- 독고영재 - 도둑놈 두목
- 장세진 - 도둑놈 졸개1
- 송소이 - 도둑놈 졸개2
- 김상익 - 도둑놈 졸개3
- 김동호 - 도둑놈 졸개4